# Зайдель, Генрих
Генрих Зайдель (нем. Heinrich Seidel; 25 июня 1842, Перлин — 7 ноября 1906, Грос-Лихтерфельде, под Берлином) — немецкий поэт, гравёр по меди, по профессии инженер.

## Биография
Родился 25 июня 1842 года в Перлине (великое герцогство Мекленбург-Шверин) в семье пастора. Учился в Ганноверском политехническом институте и в Берлинской промышленной академии. Работал инженером и одновременно публиковался в небольших изданиях. С 1880 года оставил работу инженера и полностью посвятил себя литературному творчеству. Писал стихи и рассказы, наибольшей популярностью у современников пользовались сборники рассказов о Леберехте Хюнхене (Leberecht Hühnchen).
Талантливый рассказчик, Зайдель с мягким, добродушным юмором рисует в идиллическом плане жизнь мелкого бюргерства, его радости и печали; любимые герои Зайделя — чудаки и наивные мечтатели, прекрасно чувствующие себя в своем маленьком замкнутом мирке.

## Произведения

### Сборники стихотворений
- «Blätter im Winde» (1871)
- «Winterfliegen» (1880)
- «Wintermärchen» (1885)
- «Glockenspiel» (1889)
- «Neues Glockenspiel» (1893)

### Другие произведения
- «Der Rosenkönig» (1871) (новелла)
- «Fliegender Sommer» (1873)
- «Aus der Heimat» (1874)
- «Fragezeichen» (1875)
- «Vorstadtgeschichten» (1880)
- «Leberecht Hühnchen, Jorinde und andere Geschichten» (1882)
- «Ernst und Scherz» (1884)
- «Neues von Leberecht Hühnchen und andern Sonderlingen» (1888)
- «Die goldene Zeit» (1888)
- «Leberecht Hühnchen als Großvater» (1890)
- «Sonderbare Geschichten» (1891)
- «Von Perlin nach Berlin, Lebenserinnerungen» (1894) (автобиография)
- «Reinhard Flemmings Abenteuer zu Wasser und zu Lande (3 Bde.)» (1900-1906)
- Gesammelte Schriften, Bd 1—20, Lpz. — Stuttg., 1888—1907 (собрание сочинений)